# 한용희
한용희(韓龍熙, 1931년 ~ 2014년 12월 5일)는 대한민국의 동요 작곡가이다. 종교는 천주교이며, 세례명은 프란치스코이다.

## 생애
1931년 서울특별시 출생으로 경찰 출신인 그는 1954년 한국방송공사에 프로듀서로 입사했다. 동요 프로그램 '누가누가 잘하나'를 연출하는 등 동요 보급에 불씨를 지핀 장본인으로 평가 받는다. '한국동요 반세기' 등 동요사 저작도 펴냈다. 한국음악협회 이사, 한국동요음악협회 회장 등을 지냈다. 옥관문화훈장 등을 받았다.

## 학력
- 홍익대학교 신문학과(방송학 전공) 졸업

## 작품(작사가)
- 파란마음 하얀마음(어효선)
- 봄 오는 소리(김완기)
- 우리 유치원(박화목)
- 꼬마 눈사람(강소천)
- 흰구름 푸른구름(강소천)
- 고향 땅(윤석중)
- 푸른 잔디(유호)
- 다 함께 노래를(박목월)

## 저서
- 《한국동요음악사》, 세광음악출판사, 1988.[1]